# Autobusová doprava StiBus
StiBus s.r.o. ja autobusový doopravce se sídlem v Trhových Svinech a s působností v oblastech Českých Budějovic, Trhových Svinů, Českých Velenic, Jindřichova Hradce a Kaplice. Firma vznikla původně jako malý živnostenský podnik autobusové dopravy Autobusová doprava Petr Stibor - StiBus se sídlem v Týně nad Vltavou.

## Historie firmy

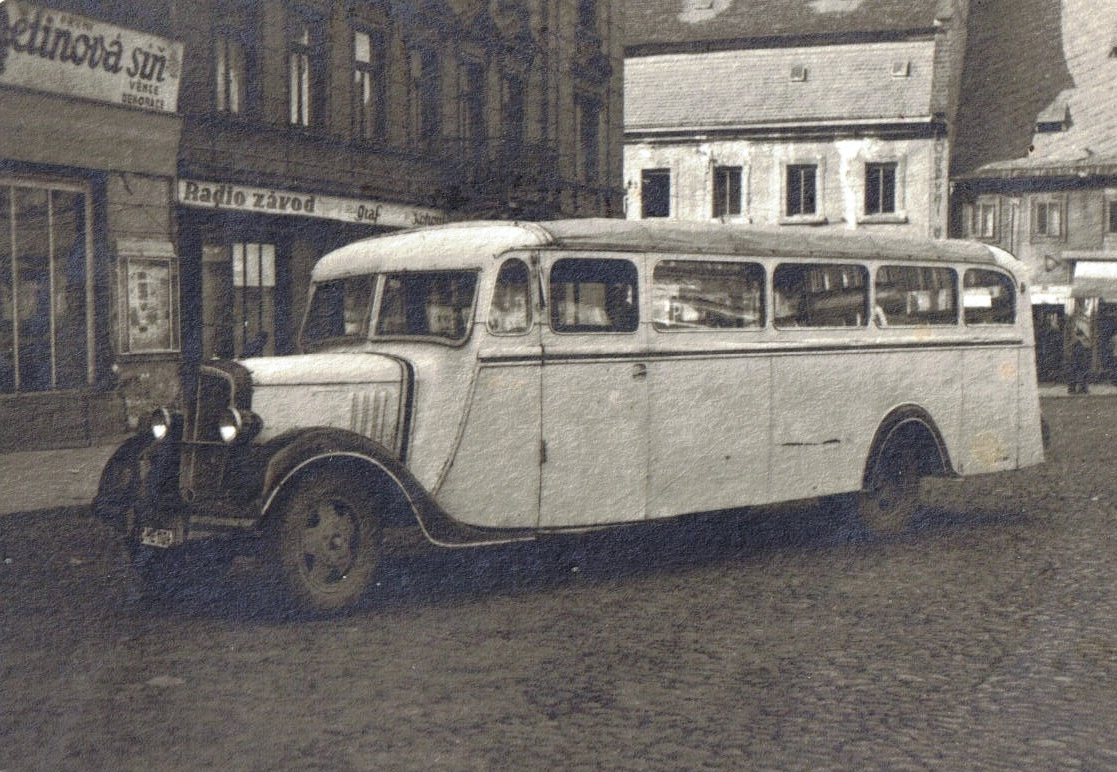
Autobus Chevrolet QD z roku 1939 Václava Maška

Ještě jako student gymnázia v Týně na Vltavou se Petr Stibor v roce 2009 zúčastnil 1. ročníku soutěže Cena děkana Dopravní fakulty ČVUT a získal v ní druhé místo seminární prací Osobní doprava – historie napříč stoletími.
V létě 2010 získal koncesi pro vlastní dopravní živnost, čímž navázal na tradici autobusové dopravy svého pradědečka, soukromého dopravce ze středních Čech Václava Maška ze Mšena, která byla ukončena znárodněním v roce 1949.

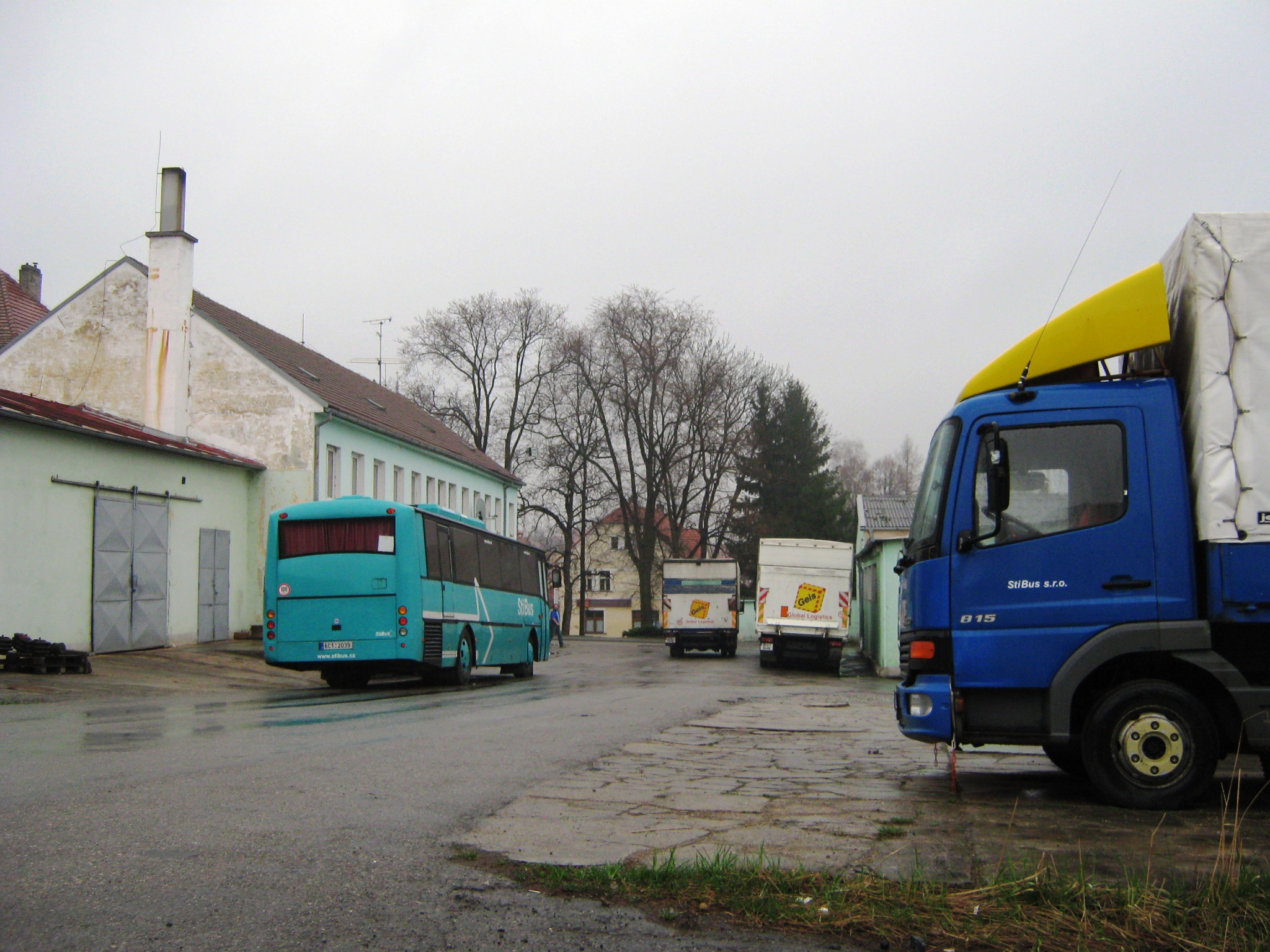
Areál na sídle firmy StiBus, Trhové Sviny, podzim 2013

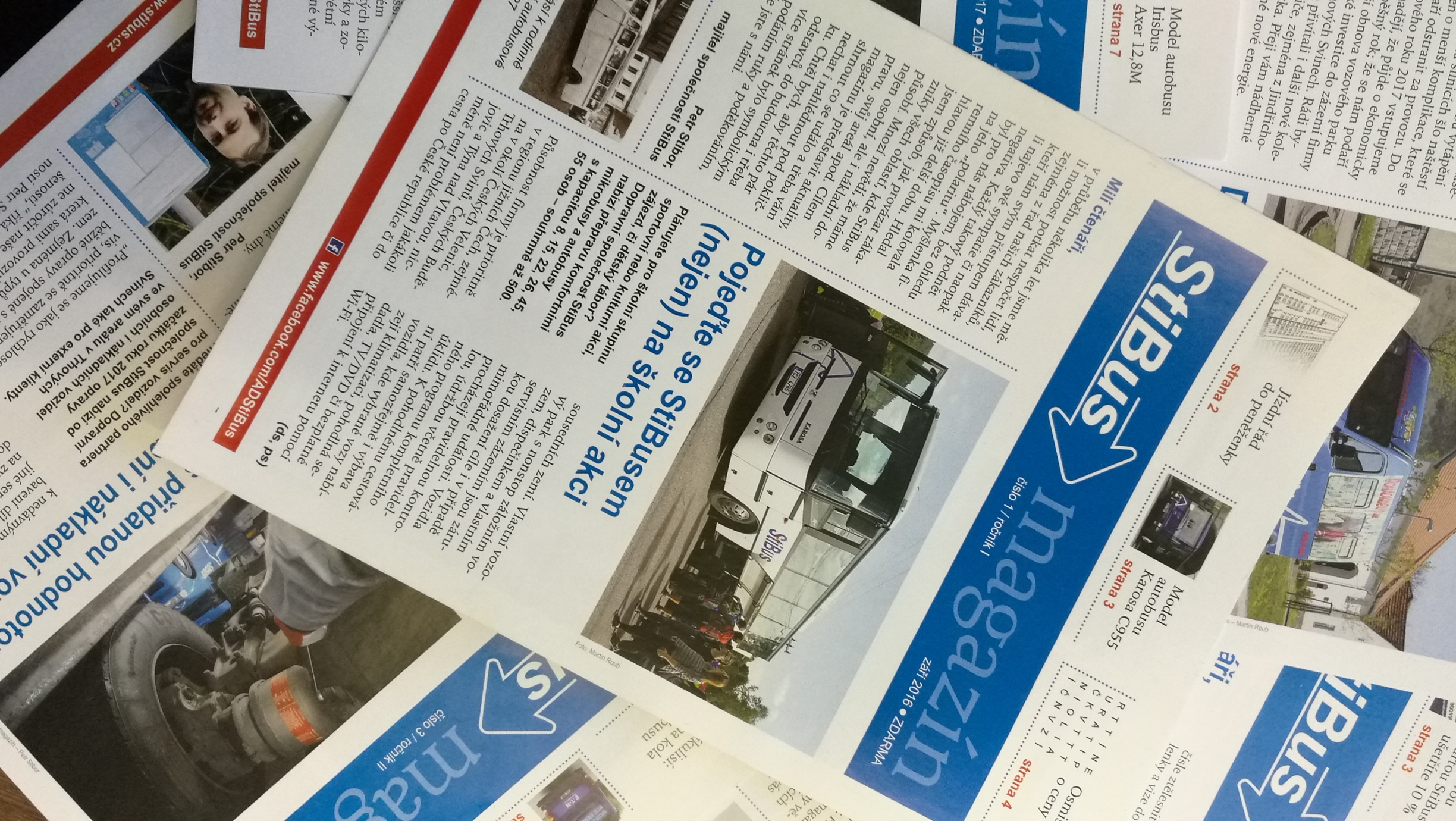
Dvouměsíční periodikum vydávané od 9/2016

Koncem roku 2010, v té době jako dvacetiletý student Dopravní fakulty ČVUT a začínající živnostník, předložil představitelům města Týna nad Vltavou projekt a nabídku provozování okružní městské autobusové linky s 15 spoji denně. Projekt představitele města zaujal finanční výhodností, v prosinci 2010 přislíbili se vyjádřit do konce ledna 2011. 14. ledna 2011 se starosta při jednání vyjádřil, že nepovažuje tuto službu za prioritu a nepředpokládá další vývoj projektu, koncem ledna měla návrh projednat i rada města. O půl roku později město zadalo provozování MHD dominantnímu dopravci, který ji údajně provozoval vysokopodlažním jednodveřovým dálkovým autobusem. Po obnovení vozového parku cca s ročním zpožděním i s vozidly nízkopodlažními.[zdroj?]
V dubnu 2013 podnik převzal zavedenou dopravu v Trhových Svinech a zároveň založil firmu jako společnost s ručením omezeným. Tímto obchodním krokem se sídlo a veškeré zázemí přesunulo do Trhových Svinů. V rámci zázemí si firma zajišťovala vlastní servis a údržbu vozidel.[zdroj?]
Společnost provozuje nepravidelnou autobusovou dopravu pro firmy a školy a také náhradní dopravu při výlukách vlaků, autobusovou pravidelnou dopravu na lince České Velenice - České Budějovice a nákladní dopravu. V letech 2013 a 214 zajišťovala firma odtahovou službu vozidlem Avia A 31. Odprodáním vozidla byla služba ukončena.[zdroj?]
Má střediska v Týně nad Vltavou, Českých Budějovicích a Trhových Svinech, franšíza byla také ve Vodňanech. Franšíza byla v průběhu 2014 uzavřena a tamější dopravce dál pokračoval pod svým obchodním jménem. Provoz v Týně nad Vltavou byl ukončen během 2014.[zdroj?]
Od září 2016 dopravce začal vydávat dvouměsíčník Magazín StiBus, tiskovinu pro své zaměstnance a zákazníky. Číslem vydaném v prosinci 2018 bylo vydávání pozastaveno.[zdroj?]
23. června 2017 proběhl první Den se StiBusem uspořádaný pro účastníky soutěže vyhlášené Magazínem StiBus. Akce probíhala za účasti BESIPu a UAMK v Českých Budějovicích na dopravním hřišti.[zdroj?]
V průběhu pandemie covidu-19 došlo k utlumení autobusové dopravy pozastavením provozu na veřejné lince 340930. Po ukončení restrikcí se provoz vrátil k normálu, masivně se obnovoval vozový park, linka 340930 byla obnovena v kratším úseku.[zdroj?]

## Vozový park

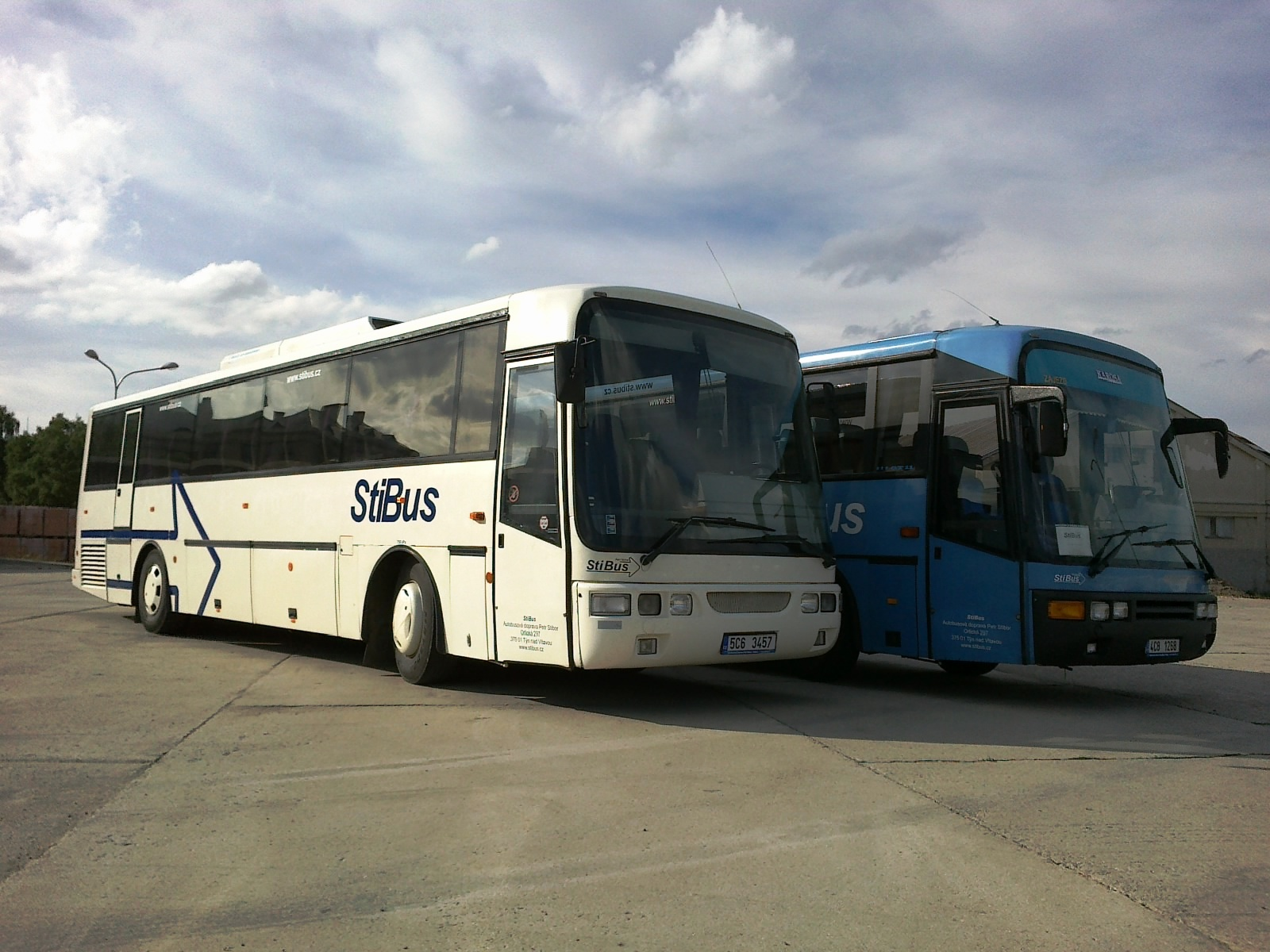
Karosa GT 11, jaro 2011

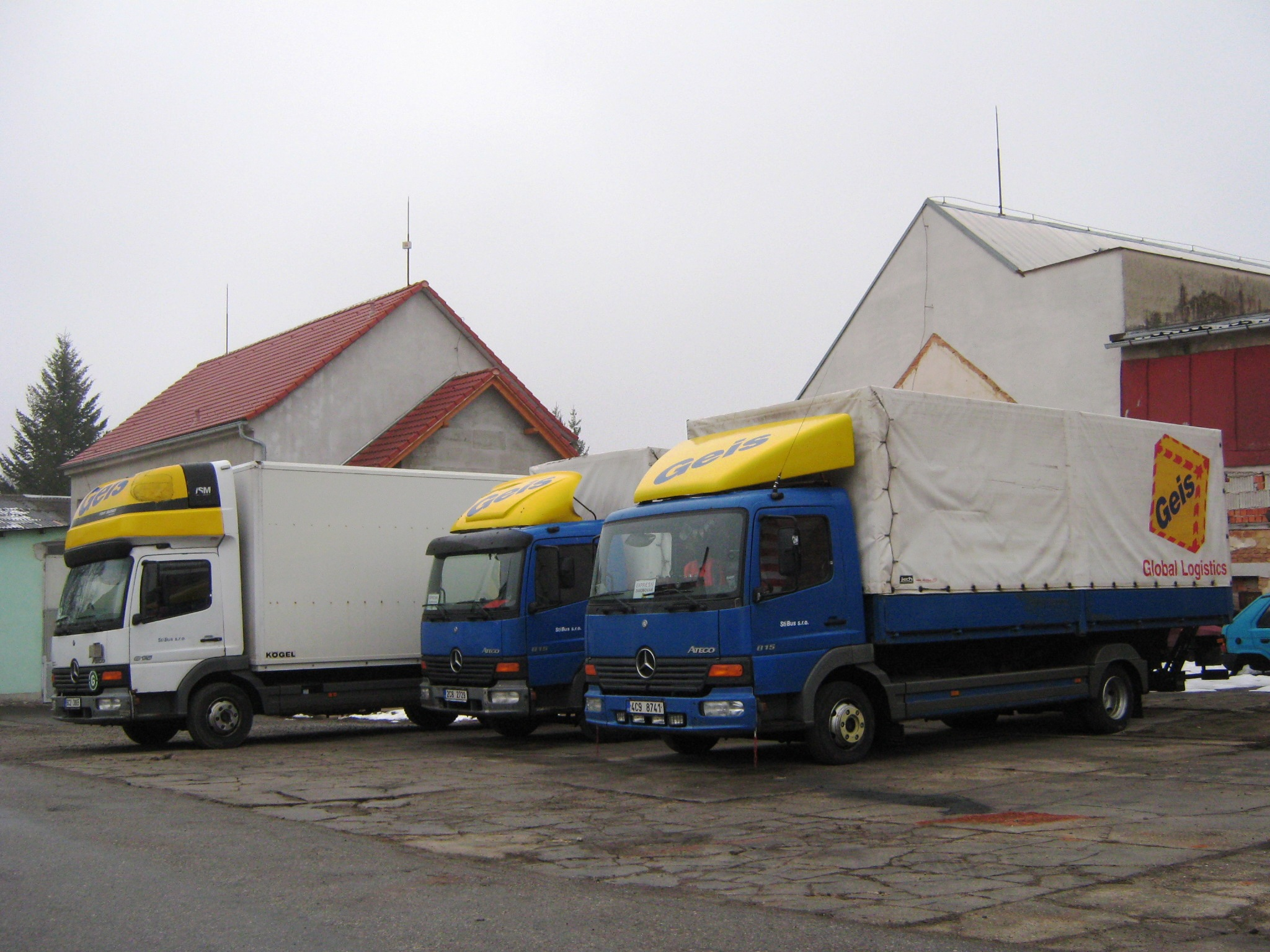
Mercedes Benz Atego - nákladní doprava StiBus, léto 2013

Na počátku svého podnikání koupil Petr Stibor od karvinského soukromého dopravce na studentský úvěr malosériový autobus Karosa GT 11 z roku 1995, pocházející od ČSAD Vršovice (později Connex Praha),v létě 2011 přikoupil druhý autobus téhož typu. V prosinci 2010 přibyl do vozového parku minibus Ford Transit 420 L pro 16 osob. Na jaře 2011 zařadil do svého portfolia prostřednictvím franšízy autobus Renault FR 1 GTX, kterým rozšířil svoji působnost v okolí Vodňan.[zdroj?]
V průběhu roku 2011 navázal spolupráci s dalšími obchodními partnery. Díky této spolupráci rozšiřoval park o vozy Karosa / Reanult Recreo, Karosa C 744, Karosa B 741 či Karosa B 732.[zdroj?]
V roce 2013 provozoval již 13 autobusů (od mikrobusů po velké dálkové autobusy) a 10 nákladních aut. Na jaře 2015 provozuje již 16 autobusů a 11 nákladních aut. V roce 2015 došlo k vyřazení posledního zástupce typu Karosa 700. V průběhu 2017 se poměr vozidel nákladní a autobusové dopravy vyvážil, v každém provozu je 15 vozidel. Autobusy byly pořizovány v konfiguraci univerzální pro provoz regionální a zájezdové dopravy.[zdroj?]

Nákladní dopravu firma provozovala lehkými nákladními vozidly Mercedes Benz Atego. Tato vozidla zajišťovala rozvoz zásilek firmě Geis CZ, od roku 2016 služby nákladní dopravy nabízela i ostatním subjektům. V roce 2017 vlivem nedostatku řidičů došlo k mírnému útlumu provozu.[zdroj?]

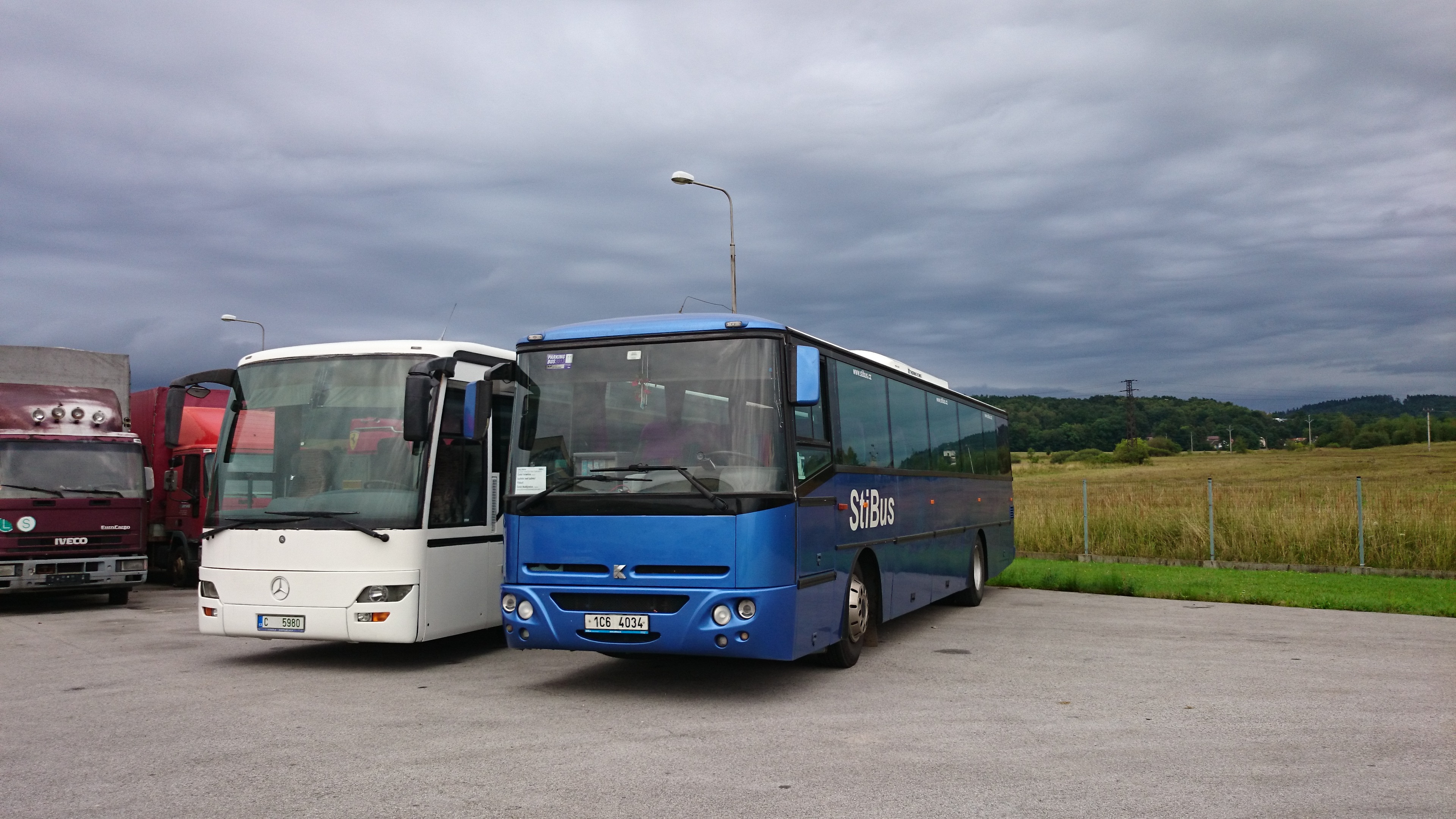
Autobusy zájezdové dopravy StiBus, 2014

Většina vozů je označena symbolem ve tvaru šipky doplňující název firmy. Od roku 2015 začala firma používat tmavě modrou barvu s logem i na čelním a zadním panelu vozidla.[zdroj?]
Na podzim 2020 byla zredukována spolupráce se spediční firmou Geis a nepotřebná nákladní vozidla byla postupně odprodána, zůstalo 5 vozidel.[zdroj?]
V průběhu roku 2022 došlo k výrazné obměně vozového parku. Odstavená a vyřazená vozidla typu Karosa 95x byla nahrazena autobusy SOR C a CN pro regionální provoz, dále pak vozidly Iveco Crossway, Irisbus Arway a Evadys H pro variabilní pokrytí jak regionálních, tak turistických poptávek. Nákladní doprava byla zajišťována jedním vozidlem typu Mercedes-Benz Atego 1223L.[zdroj?]
V červenci 2023 byl odprodán poslední nákladní vůz v pravidelném provozu a firma se orientovala výhradně na autobusovou dopravu. V listopadu 2023 je zařazen kloubový autobus SOR NC 18.[zdroj?]

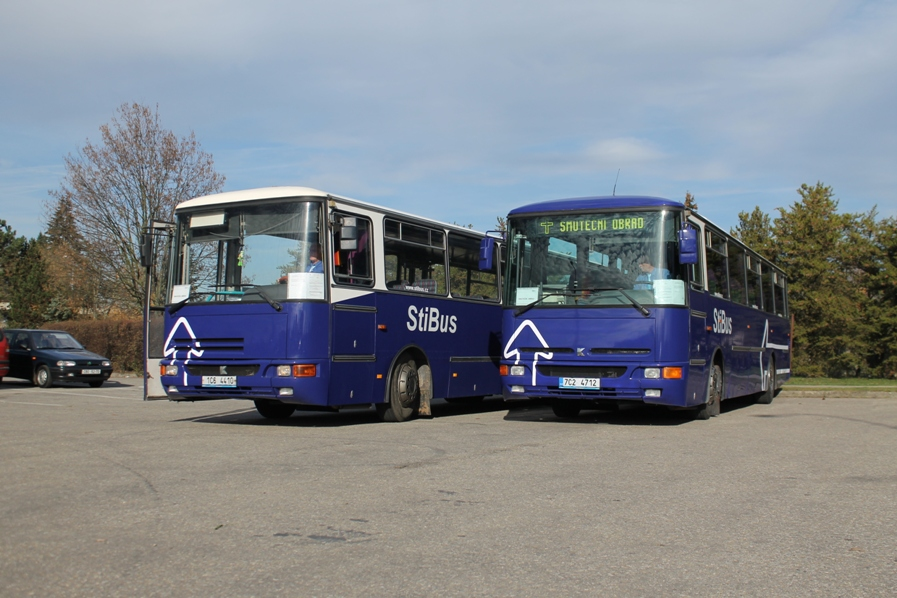
Nová grafika používána od listopadu 2015
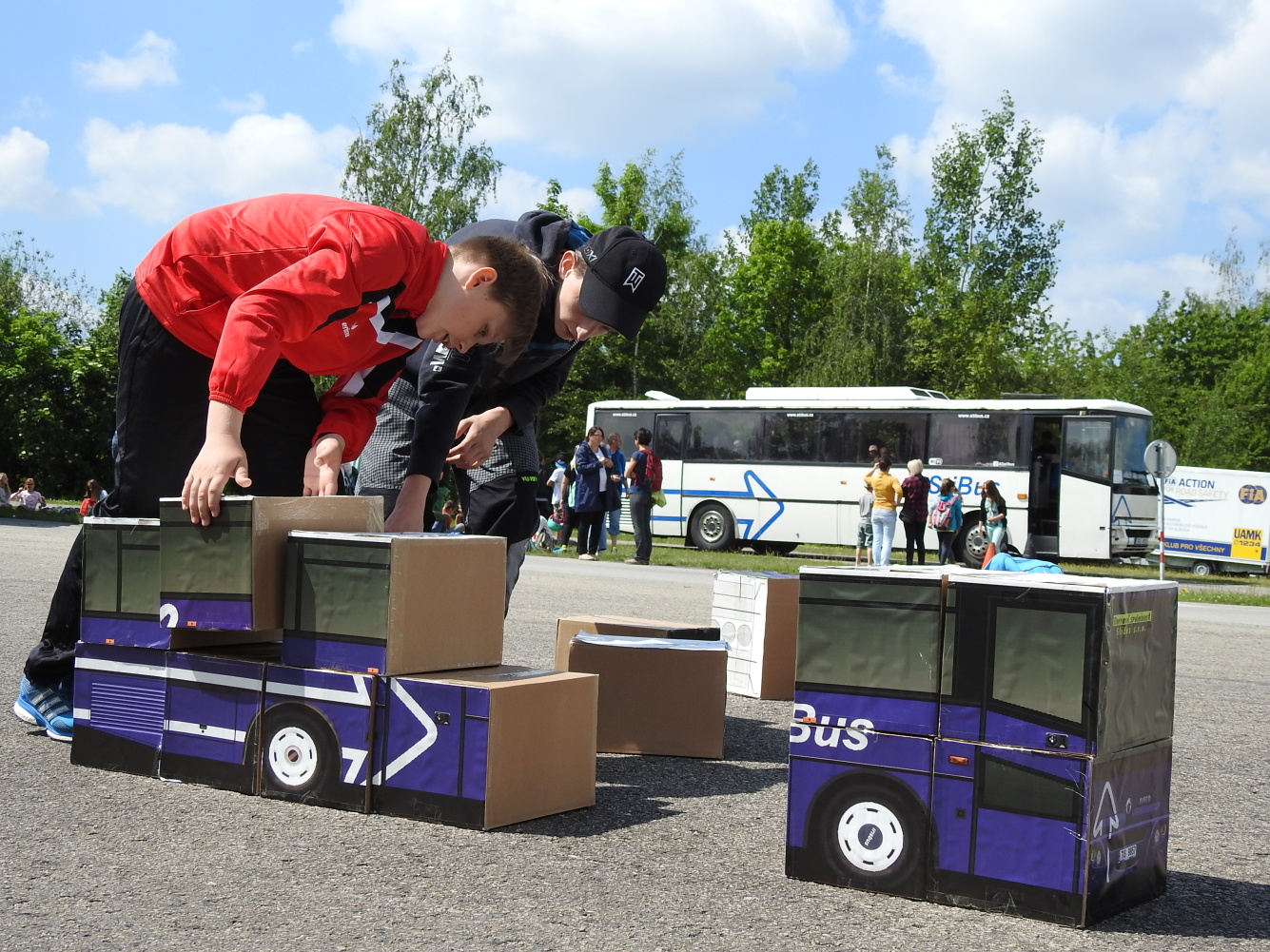
Akce uspořádaná pro účastníky soutěže „Namaluj StiBus“ vyhlášené magazínem
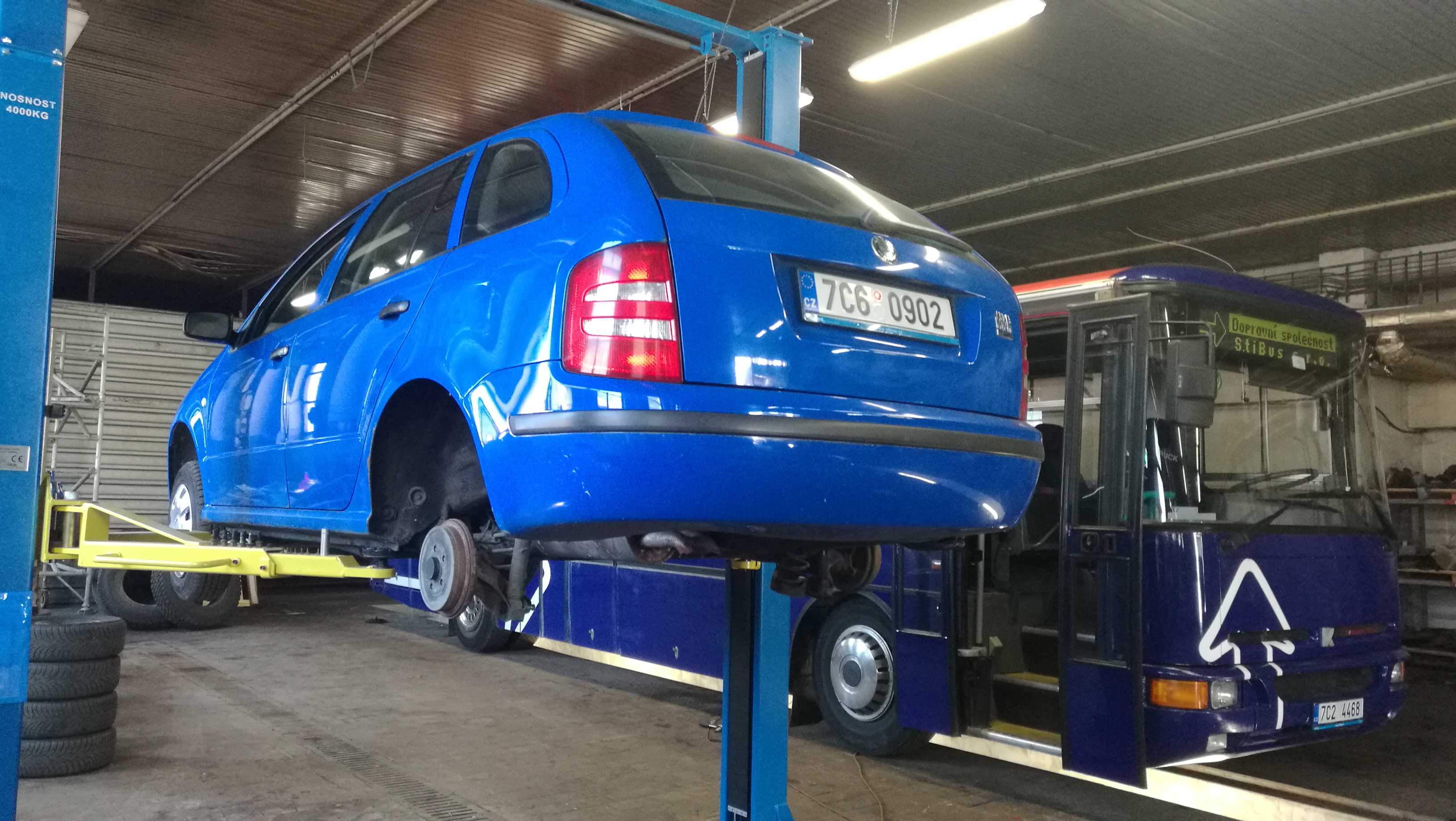
Servisní služby pro širokou veřejnost poskytuje dopravce pod sesterskou firmou od 1/2017.
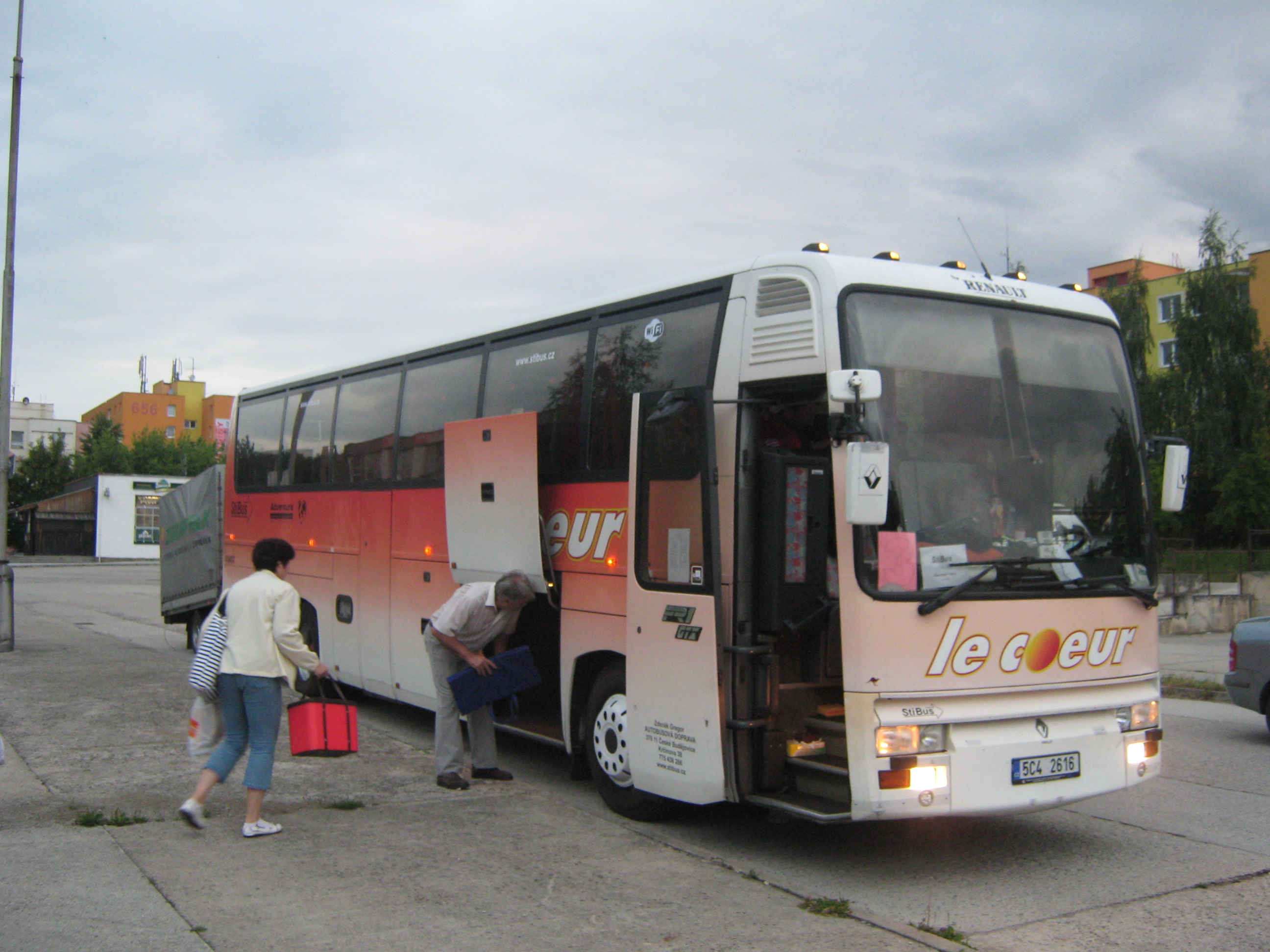
Renault FR1 GTX
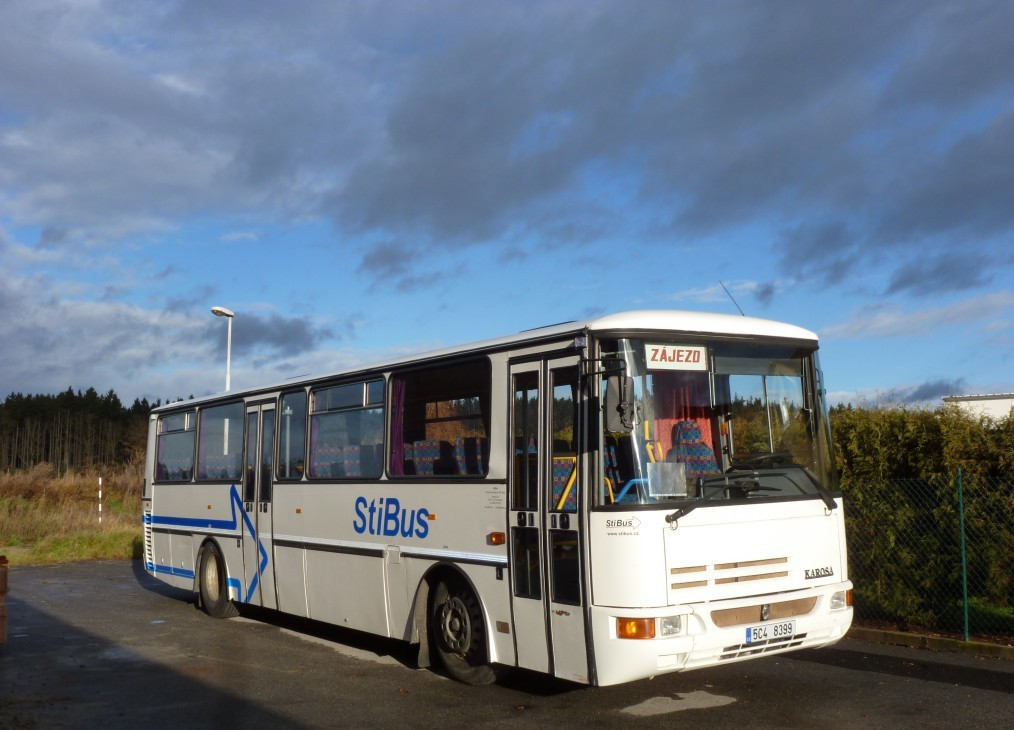
Karosa Recreo
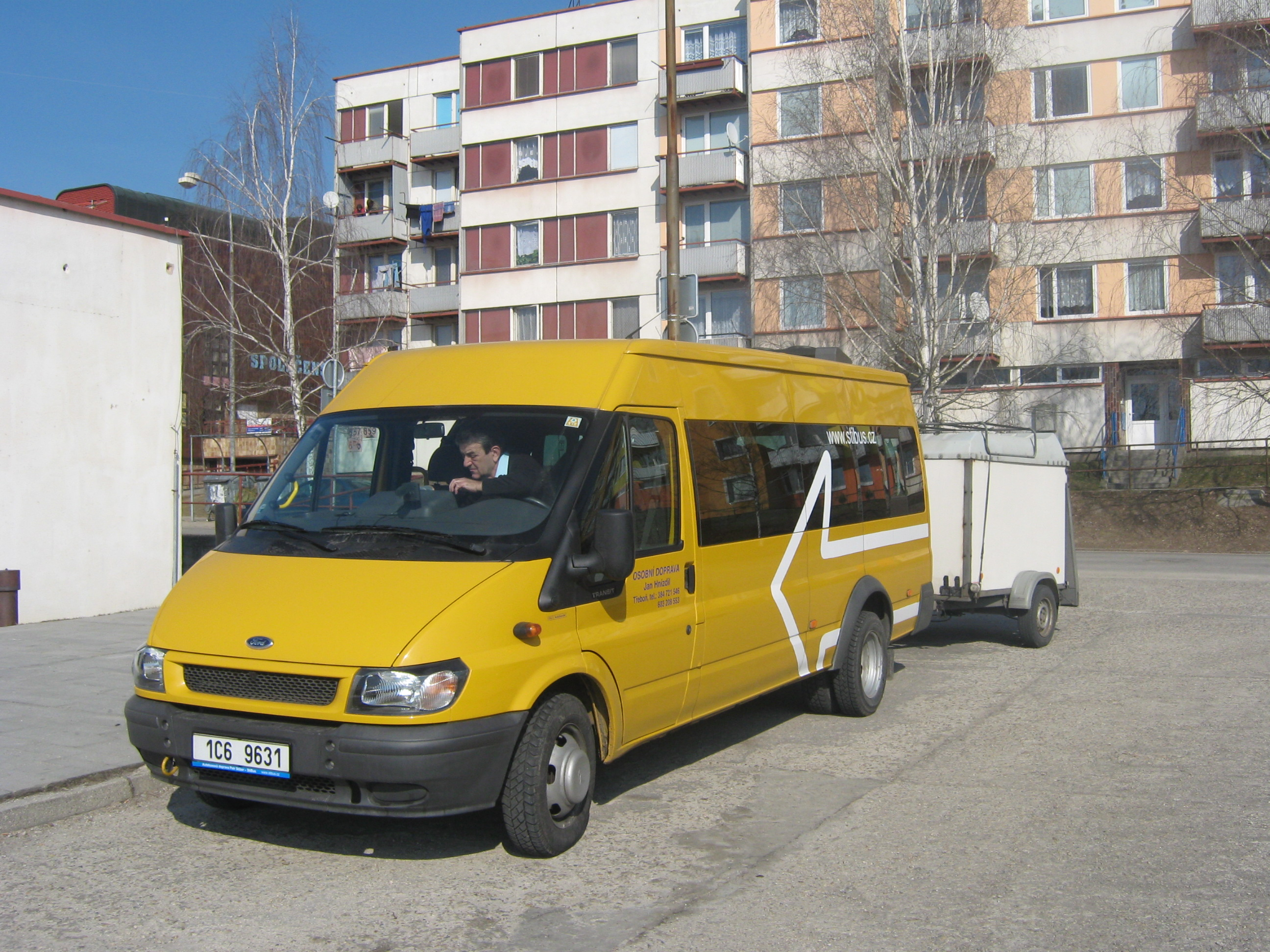
Ford Transit 420 L
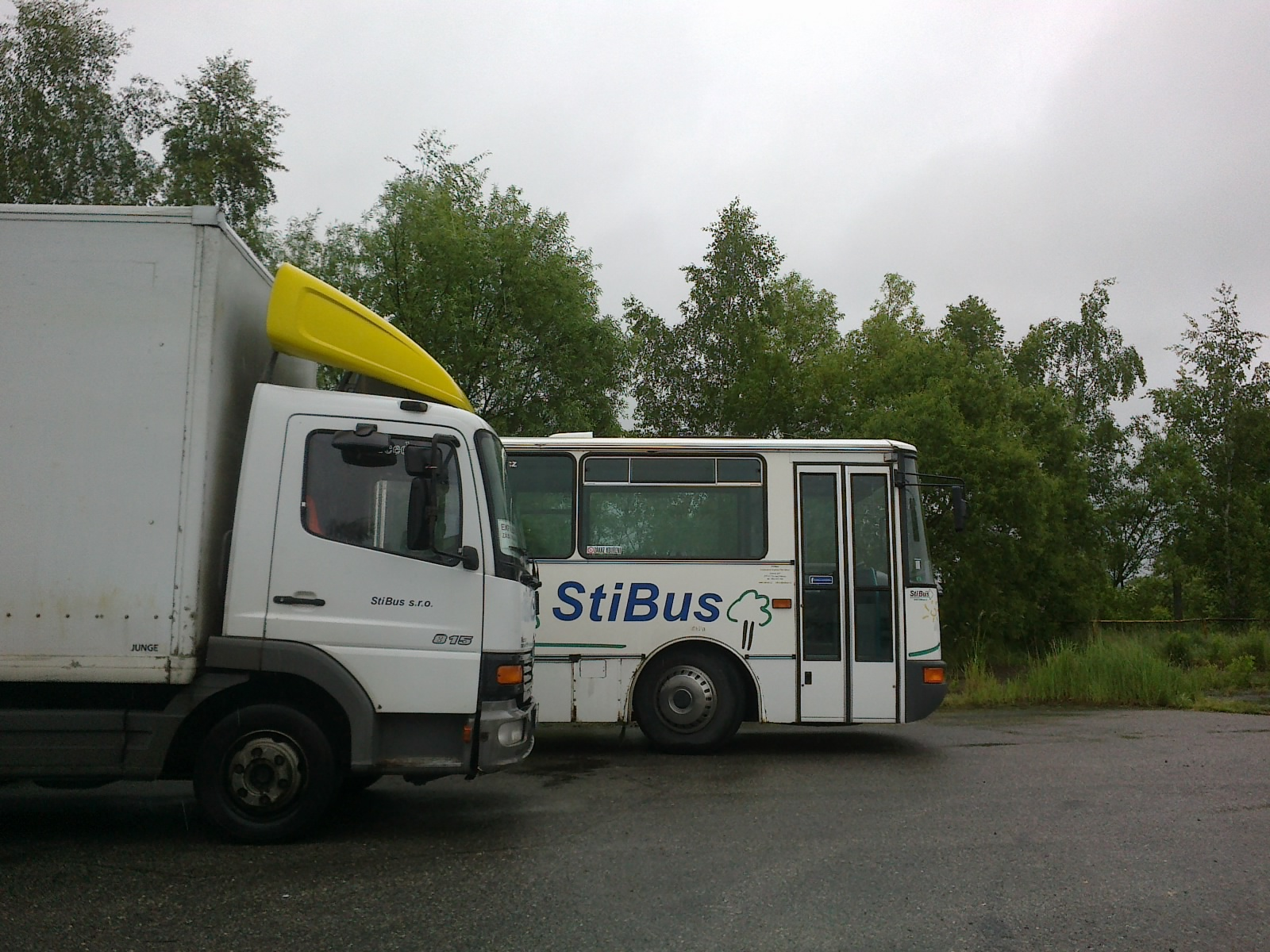
Nákladní a autobusová doprava
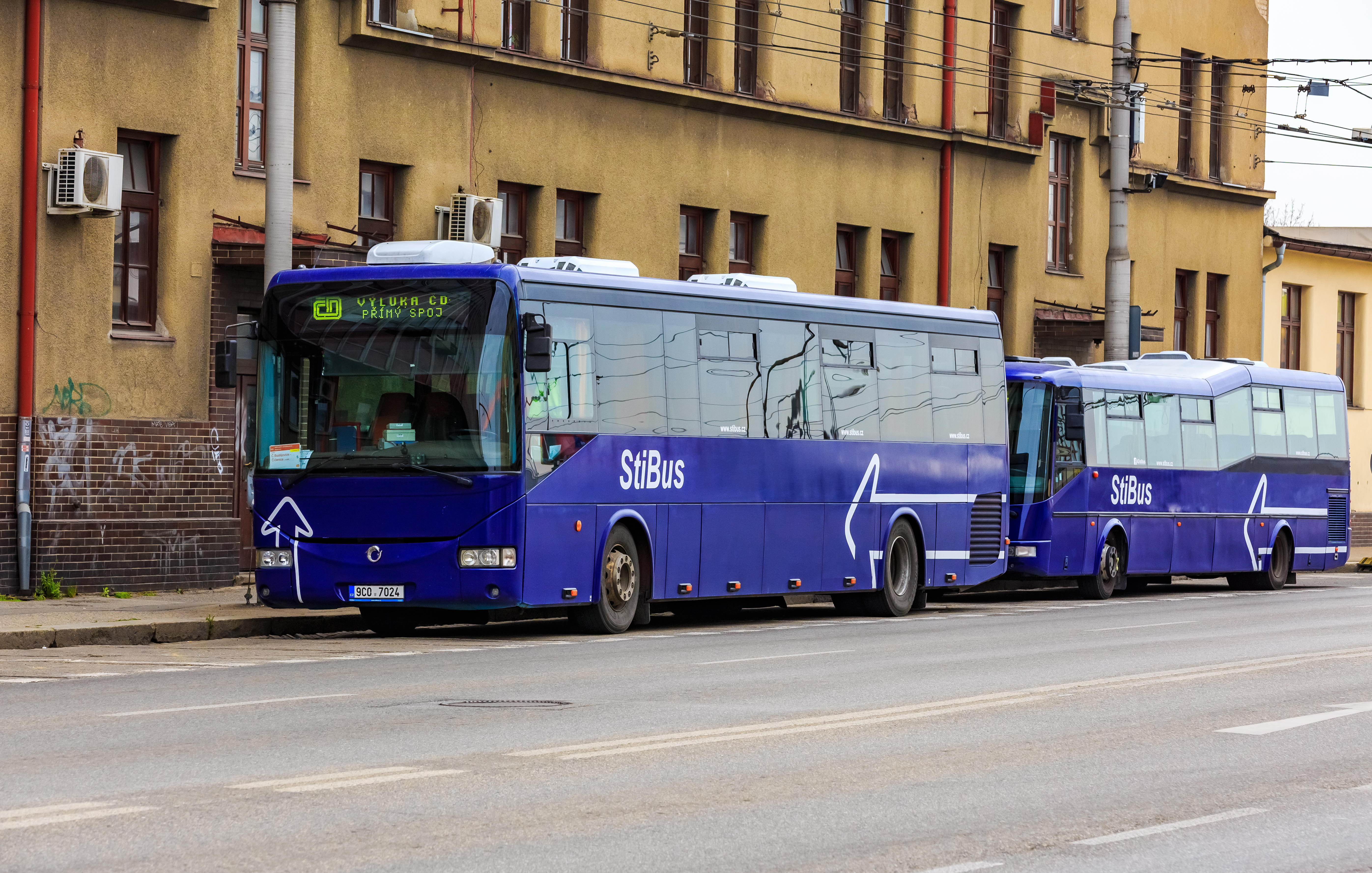
Irisbus Crossway 12,8 a SOR CN 12 při zajištění náhradní dopravy ČD; 2022
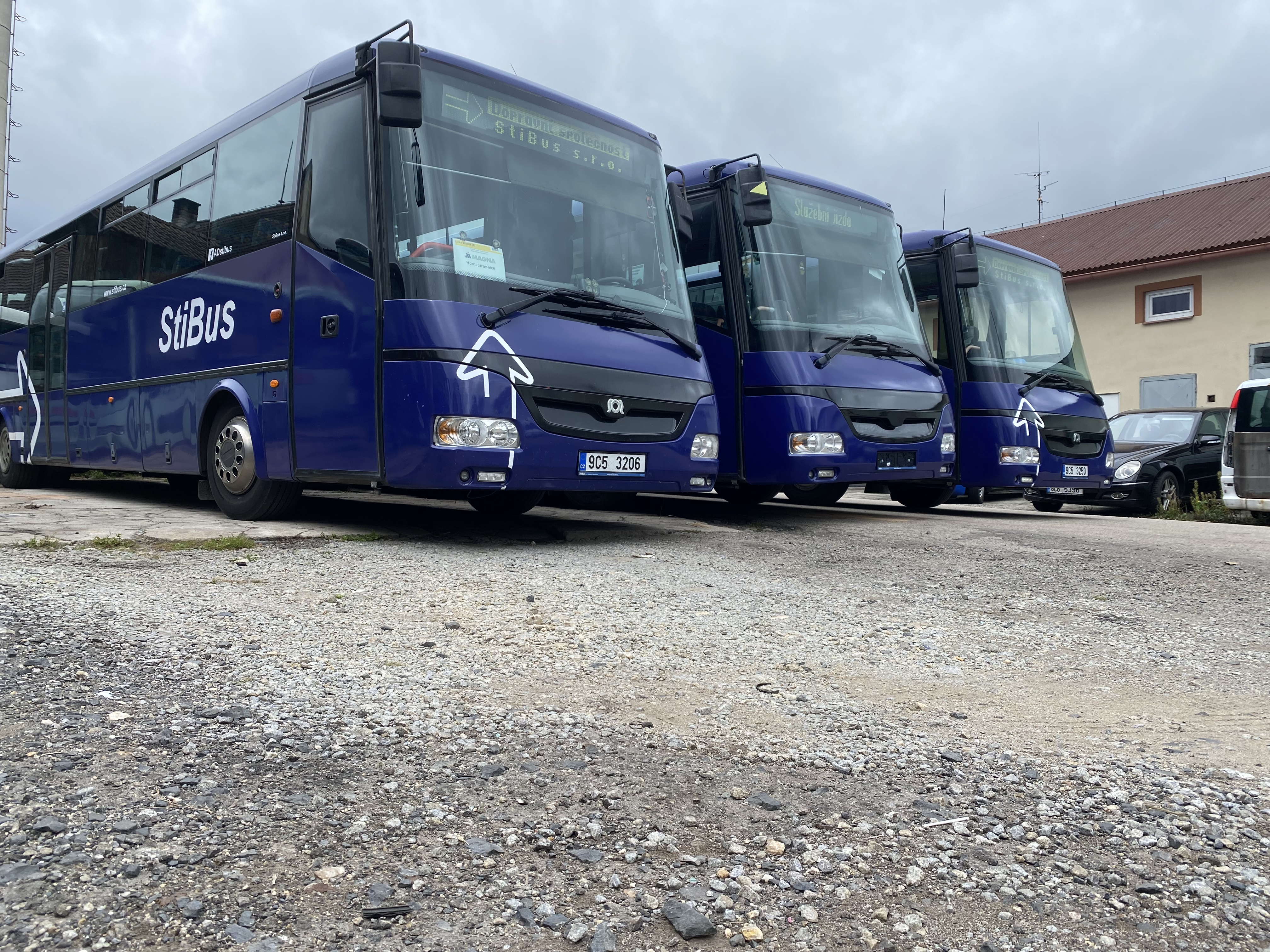
SOR C12 Euro 5 EEV; 2022
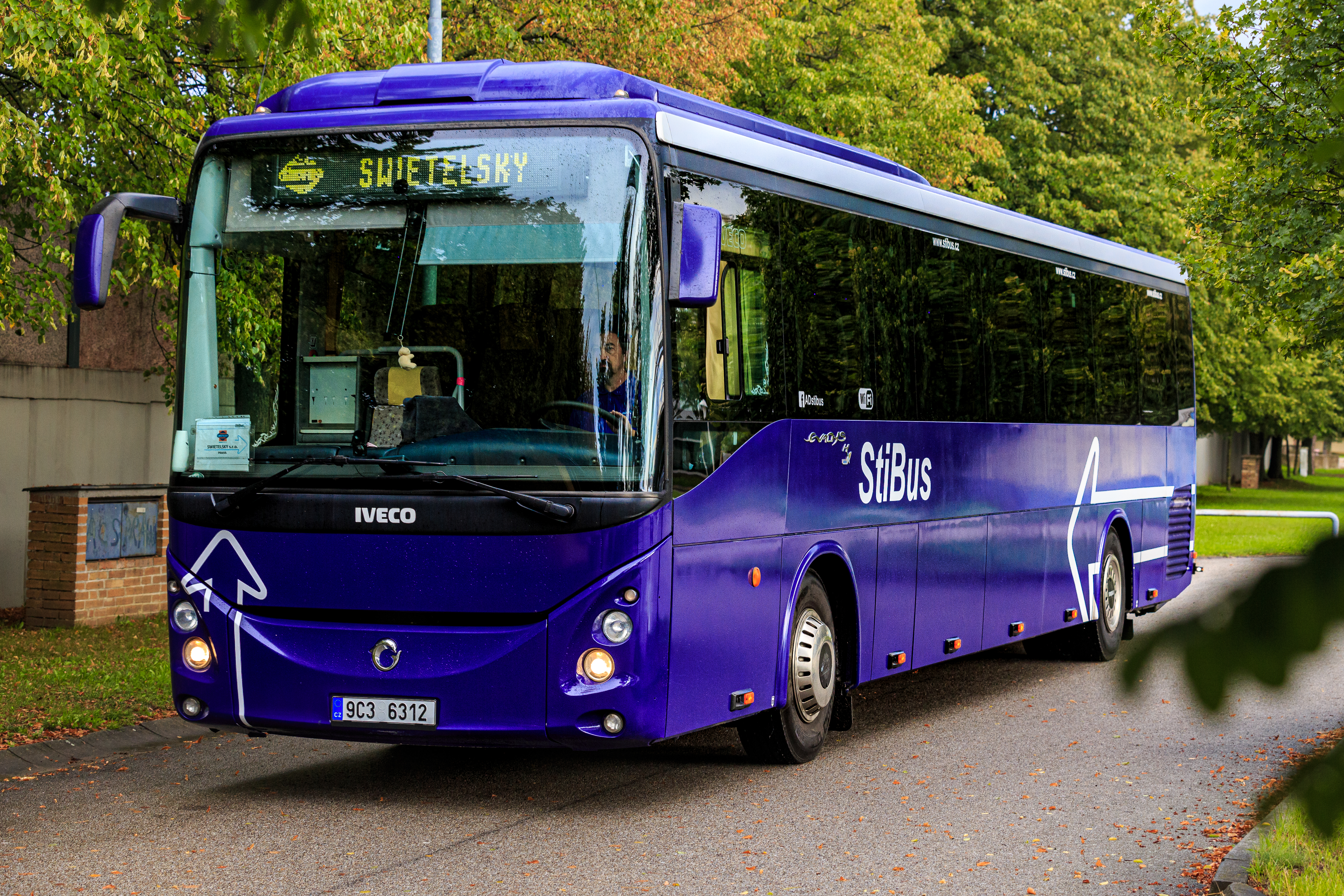
Irisbus Evadys H 12,8; 2022
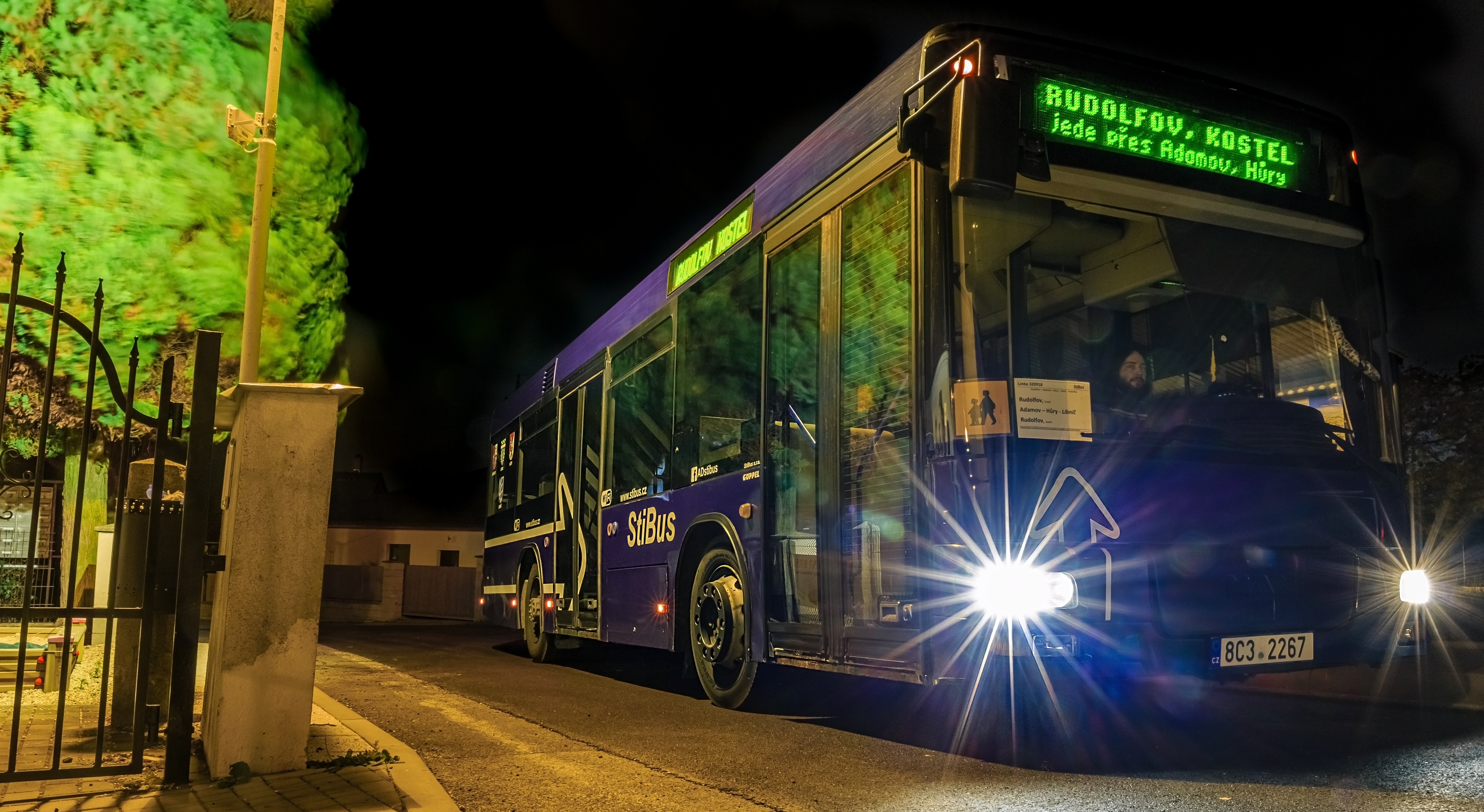
MAN/ Göppel NM 223F; 2021
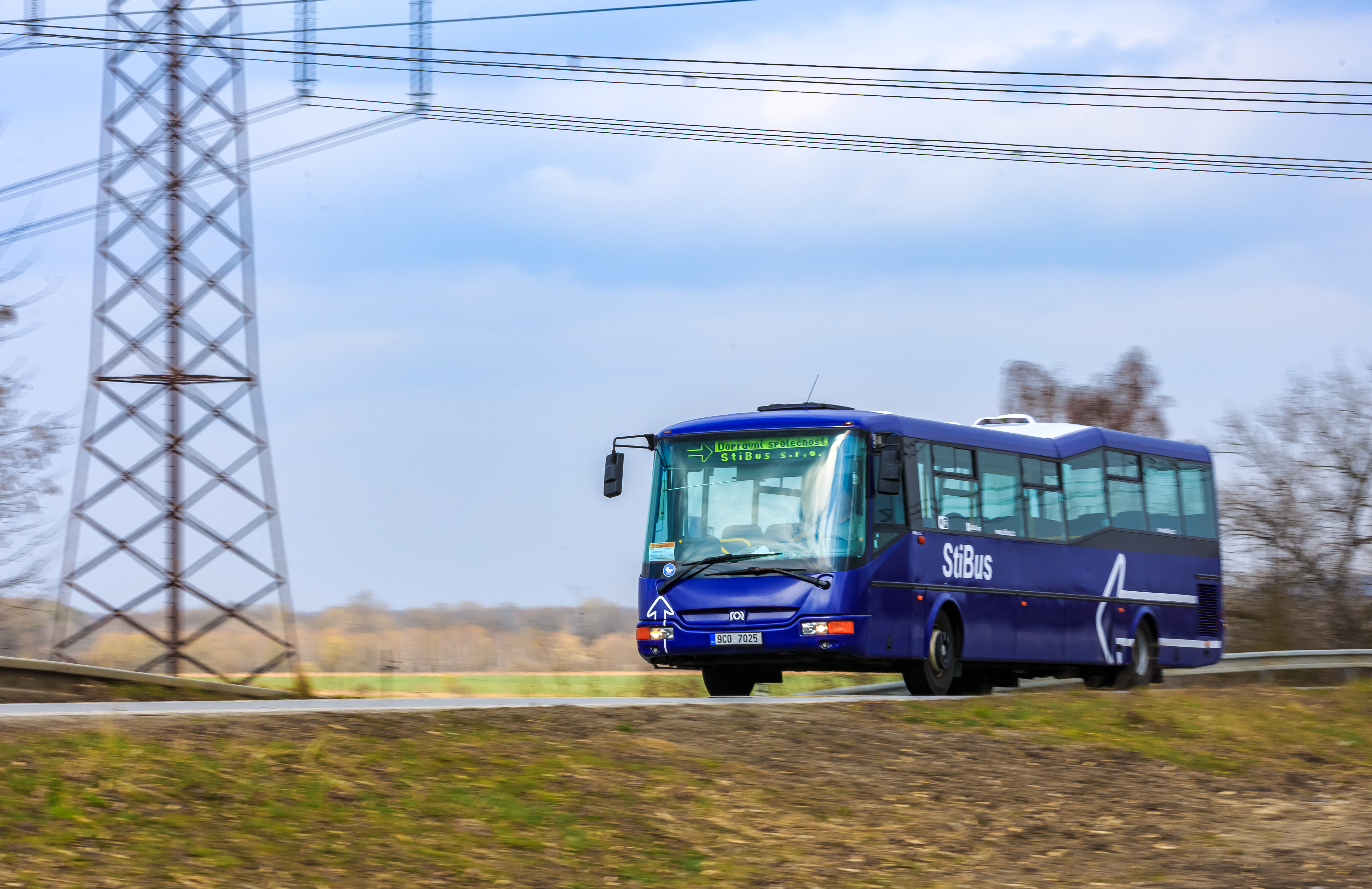
SOR CN 12 Euro4; 2021
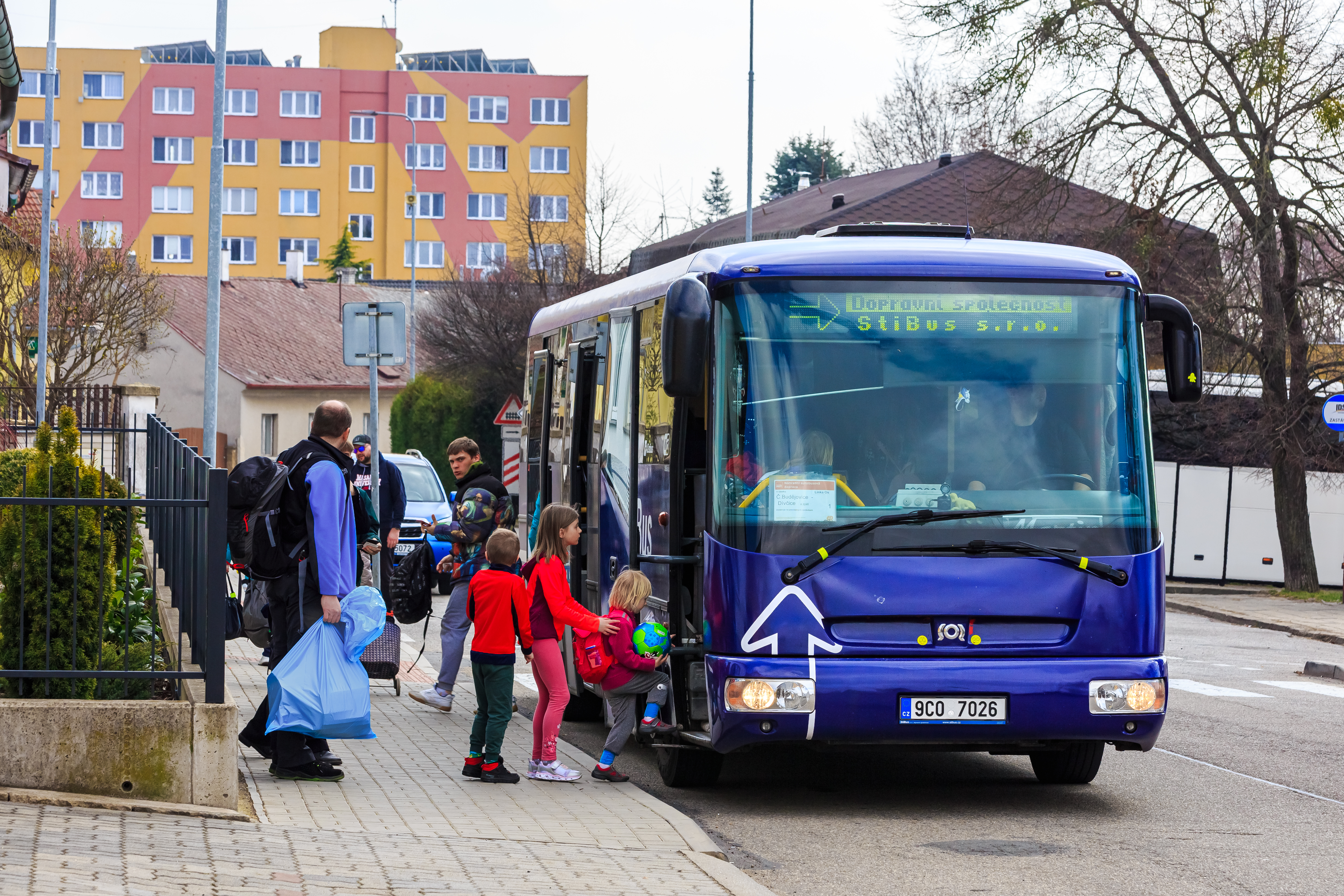
SOR C12, EURO4, zajištění náhradní dopravy ČD; 2021